# Caridad (nombre)
Caridad es un nombre de pila femenino de origen latino en su variante en español. Proviene del latín caritas (‘caridad’), una de las virtudes teologales de la Iglesia católica.

## Santoral
- 8 de septiembre: Nuestra Señora de la Caridad.

## Variantes en otros idiomas
| Variantes en otras lenguas | Variantes en otras lenguas |
| -------------------------- | -------------------------- |
| Español                    | Caridad                    |
| Alemán                     | Caritas, Charitas          |
| Bretón                     | Karitez                    |
| Catalán                    | Caritat                    |
| Euskera                    | Karitte                    |
| Francés                    | Charité                    |
| Griego                     | Ἀγάπη (Agápê)              |
| Holandés                   | Caritas                    |
| Húngaro                    | Karitász                   |
| Inglés                     | Charity                    |
| Italiano                   | Carità                     |
| Latín                      | Caritas                    |
| Polaco                     | Miłość                     |
| Portugués                  | Caridade                   |
| Ruso                       | любовь (Ljubov')           |